# 聖何塞德拉斯拉哈斯
聖何塞德拉斯拉哈斯（西班牙語：San José de las Lajas）是古巴城市，並為2011年新成立的瑪雅貝克省省會，始建於1778年，面積591平方公里，海拔高度135米，2004年人口6萬9375，人口密度為每平方公里117.4人。